# KY Cygni

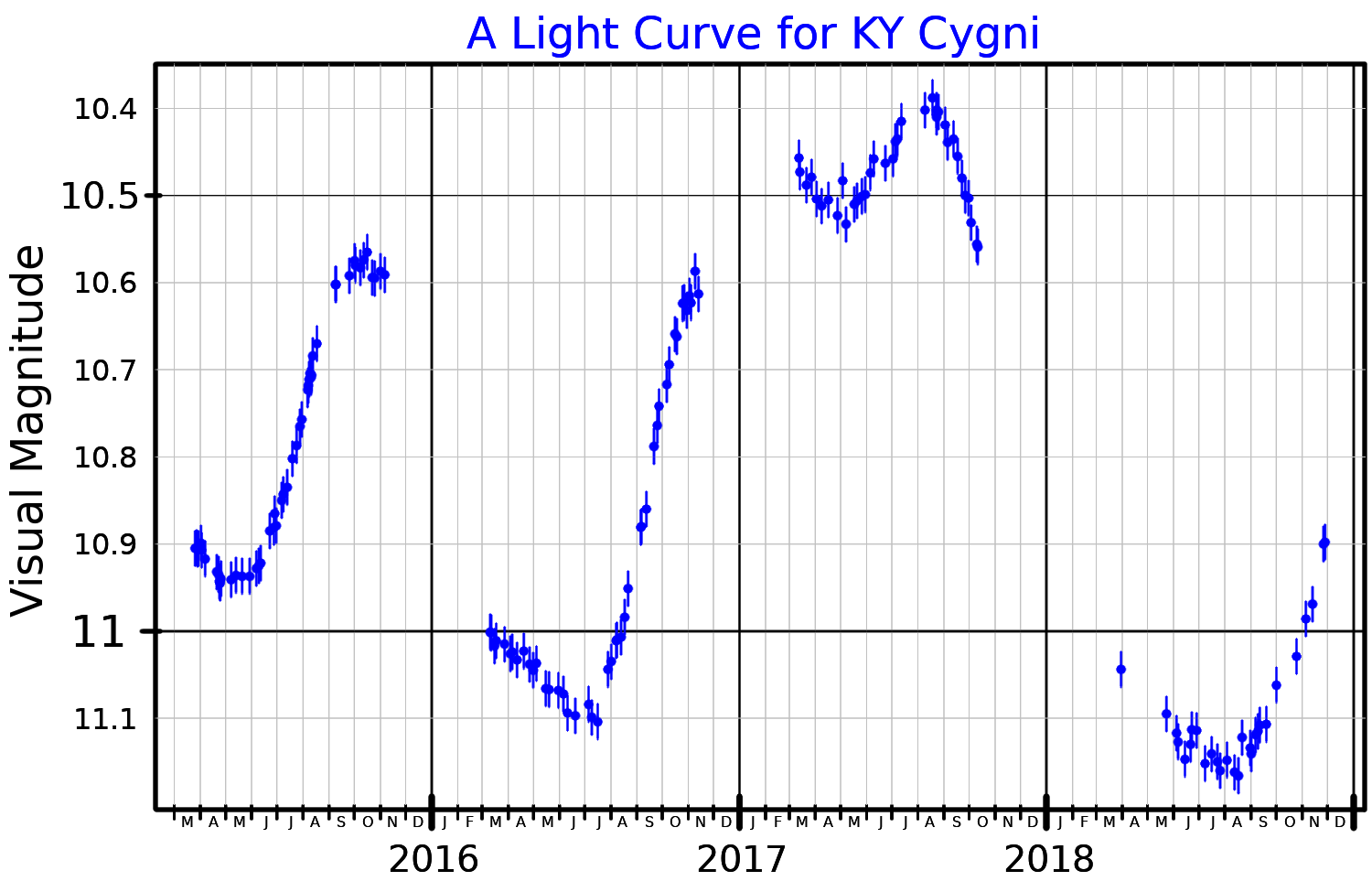
Krzywa zmian blasku KY Cyg

KY Cygni – czerwony nadolbrzym położony w gwiazdozbiorze Łabędzia, odległy o 5200 lat świetlnych od Ziemi, jedna z największych znanych gwiazd. Promień KY Cygni wynosi ok. 1420 promieni Słońca, a jej jasność ponad 300 tys. razy tyle co jasność Słońca.